# Phacelocyathus flos
Phacelocyathus flos är en korallart som först beskrevs av Pourtalès 1878.  Phacelocyathus flos ingår i släktet Phacelocyathus och familjen Caryophylliidae. Inga underarter finns listade i Catalogue of Life.